# Elia Benedettini
Elia Benedettini (Borgo Maggiore, 21 giugno 1995) è un calciatore sammarinese, portiere del Murata.

## Biografia
È nipote di Pierluigi Benedettini – ex estremo difensore della nazionale sammarinese – e cugino di Simone Benedettini, anch'egli portiere.
A fine 2015 il padre viene truffato per 3.500 euro da un finto agente che aveva proposto al figlio un trasferimento fittizio in Spagna per giocare tra i professionisti.

## Carriera

### Club
Inizia a giocare a calcio nelle giovanili del San Marino. Esordisce in prima squadra il 5 maggio 2013 in San Marino-Cremonese (1-6), subentrando dopo 3' di gioco per sopperire all'espulsione di Mattia Migani. Il 22 luglio 2013 si trasferisce a titolo definitivo al Cesena. Il 4 luglio 2014 viene tesserato dalla Pianese, in Serie D.
Il 7 luglio 2016 firma un triennale con il Novara. Esordisce in Serie B il 24 dicembre 2016 in Virtus Entella-Novara (4-1). È il quarto sammarinese – dopo Massimo Bonini, Marco Macina e Andy Selva – ad esordire in Serie B.
Dopo un periodo di inattività, il 14 gennaio 2021 torna a parametro zero al Cesena, in Serie C. L'11 luglio 2022 viene ingaggiato dal Cailungo, formazione impegnata nel campionato sammarinese.

### Nazionale
Ha rappresentato le nazionali giovanili sammarinesi Under-17, Under-19 e Under-21.
Esordisce nella nazionale maggiore sammarinese il 27 marzo 2015 in Slovenia-San Marino (6-0), partita valida per le qualificazioni agli Europei 2016. Nel 2015 riceve il premio Golden Boy dalla FSGC, riconoscimento assegnato al miglior giovane sammarinese Under 23.
Nel 2018 consolida il suo ruolo di numero uno, diventando l'estremo difensore titolare della squadra.
Il 6 febbraio 2024 annuncia l'addio alla nazionale, compagine con la quale ha totalizzato 47 presenze in otto anni.

## Statistiche

### Presenze e reti nei club
Statistiche aggiornate al 3 febbraio 2024.
| Stagione        | Squadra         | Campionato      | Campionato | Campionato | Coppe nazionali | Coppe nazionali | Coppe nazionali | Coppe continentali | Coppe continentali | Coppe continentali | Altre coppe | Altre coppe | Altre coppe | Totale | Totale |
| Stagione        | Squadra         | Comp            | Pres       | Reti       | Comp            | Pres            | Reti            | Comp               | Pres               | Reti               | Comp        | Pres        | Reti        | Pres   | Reti   |
| --------------- | --------------- | --------------- | ---------- | ---------- | --------------- | --------------- | --------------- | ------------------ | ------------------ | ------------------ | ----------- | ----------- | ----------- | ------ | ------ |
| 2012-2013       | San Marino      | 1D              | 1          | -5         | CI+CI-LP        | 0               | 0               | -                  | -                  | -                  | -           | -           | -           | 1      | -5     |
| 2013-2014       | Cesena          | B               | 0          | 0          | CI              | 0               | 0               | -                  | -                  | -                  | -           | -           | -           | 0      | 0      |
| 2014-2015       | Pianese         | D               | 22         | -29        | CI-D            | 0               | 0               | -                  | -                  | -                  | -           | -           | -           | 22     | -29    |
| 2015-2016       | Pianese         | D               | 25         | -24        | CI-D            | 0               | 0               | -                  | -                  | -                  | -           | -           | -           | 25     | -24    |
| Totale Pianese  | Totale Pianese  | Totale Pianese  | 47         | -53        |                 | 0               | 0               |                    | -                  | -                  |             | -           | -           | 47     | -53    |
| 2016-2017       | Novara          | B               | 2          | -5         | CI              | 0               | 0               | -                  | -                  | -                  | -           | -           | -           | 2      | -5     |
| 2017-2018       | Novara          | B               | 3          | -3         | CI              | 0               | 0               | -                  | -                  | -                  | -           | -           | -           | 3      | -3     |
| 2018-2019       | Novara          | C               | 6          | -8         | CI+CI-C         | 4+1             | -9 + -1         | -                  | -                  | -                  | -           | -           | -           | 11     | -18    |
| 2019-2020       | Novara          | C               | 0          | 0          | CI              | 1               | -2              | -                  | -                  | -                  | -           | -           | -           | 1      | -2     |
| Totale Novara   | Totale Novara   | Totale Novara   | 11         | -16        |                 | 6               | -12             |                    | -                  | -                  |             | -           | -           | 17     | -28    |
| gen.-giu. 2021  | Cesena          | C               | 0          | 0          | -               | -               | -               | -                  | -                  | -                  | -           | -           | -           | 0      | 0      |
| 2021-2022       | Cesena          | C               | 1+1        | 0 + -2     | CI-C            | 1               | -2              | -                  | -                  | -                  | -           | -           | -           | 3      | -4     |
| Totale Cesena   | Totale Cesena   | Totale Cesena   | 2          | -2         |                 | 1               | -2              |                    | -                  | -                  |             | -           | -           | 3      | -4     |
| 2022-2023       | Cailungo        | CS              | 28         | -64        | CT              | 1               | -2              | -                  | -                  | -                  | -           | -           | -           | 29     | -66    |
| 2023-gen. 2024  | Libertas        | CS              | 13         | -23        | CT              | 3               | -4              | -                  | -                  | -                  | -           | -           | -           | 16     | -27    |
| gen.-giu. 2024  | Murata          | CS              | 4          | -1         | CT              | -               | -               | -                  | -                  | -                  | -           | -           | -           | 4      | -1     |
| Totale carriera | Totale carriera | Totale carriera | 106        | -164       |                 | 11              | -20             |                    | -                  | -                  |             | -           | -           | 117    | -184   |

### Cronologia presenze e reti in nazionale
| Cronologia completa delle presenze e delle reti in nazionale ― San Marino | Cronologia completa delle presenze e delle reti in nazionale ― San Marino | Cronologia completa delle presenze e delle reti in nazionale ― San Marino | Cronologia completa delle presenze e delle reti in nazionale ― San Marino | Cronologia completa delle presenze e delle reti in nazionale ― San Marino | Cronologia completa delle presenze e delle reti in nazionale ― San Marino | Cronologia completa delle presenze e delle reti in nazionale ― San Marino | Cronologia completa delle presenze e delle reti in nazionale ― San Marino |
| Data                                                                      | Città                                                                     | In casa                                                                   | Risultato                                                                 | Ospiti                                                                    | Competizione                                                              | Reti                                                                      | Note                                                                      |
| ------------------------------------------------------------------------- | ------------------------------------------------------------------------- | ------------------------------------------------------------------------- | ------------------------------------------------------------------------- | ------------------------------------------------------------------------- | ------------------------------------------------------------------------- | ------------------------------------------------------------------------- | ------------------------------------------------------------------------- |
| 27-3-2015                                                                 | Lubiana                                                                   | Slovenia                                                                  | 6 – 0                                                                     | San Marino                                                                | Qual. Euro 2016                                                           | -6                                                                        |                                                                           |
| 8-9-2015                                                                  | Vilnius                                                                   | Lituania                                                                  | 2 – 1                                                                     | San Marino                                                                | Qual. Euro 2016                                                           | -2                                                                        |                                                                           |
| 4-6-2016                                                                  | Fiume                                                                     | Croazia                                                                   | 10 – 0                                                                    | San Marino                                                                | Amichevole                                                                | -3                                                                        | 54’                                                                       |
| 22-2-2017                                                                 | Serravalle                                                                | San Marino                                                                | 0 – 2                                                                     | Andorra                                                                   | Amichevole                                                                | -1                                                                        | 46’                                                                       |
| 19-3-2017                                                                 | Serravalle                                                                | San Marino                                                                | 0 – 2                                                                     | Moldavia                                                                  | Amichevole                                                                | -1                                                                        | 46’                                                                       |
| 10-6-2017                                                                 | Norimberga                                                                | Germania                                                                  | 7 – 0                                                                     | San Marino                                                                | Qual. Mondiali 2018                                                       | -7                                                                        |                                                                           |
| 8-9-2018                                                                  | Minsk                                                                     | Bielorussia                                                               | 5 – 0                                                                     | San Marino                                                                | UEFA Nations League 2018-2019 - 1º turno                                  | -5                                                                        |                                                                           |
| 11-9-2018                                                                 | Serravalle                                                                | San Marino                                                                | 0 – 3                                                                     | Lussemburgo                                                               | UEFA Nations League 2018-2019 - 1º turno                                  | -3                                                                        |                                                                           |
| 12-10-2018                                                                | Chișinău                                                                  | Moldavia                                                                  | 2 – 0                                                                     | San Marino                                                                | UEFA Nations League 2018-2019 - 1º turno                                  | -2                                                                        |                                                                           |
| 15-10-2018                                                                | Lussemburgo                                                               | Lussemburgo                                                               | 3 – 0                                                                     | San Marino                                                                | UEFA Nations League 2018-2019 - 1º turno                                  | -3                                                                        |                                                                           |
| 15-11-2018                                                                | Serravalle                                                                | San Marino                                                                | 0 – 1                                                                     | Moldavia                                                                  | UEFA Nations League 2018-2019 - 1º turno                                  | -1                                                                        |                                                                           |
| 18-11-2018                                                                | Serravalle                                                                | San Marino                                                                | 0 – 2                                                                     | Bielorussia                                                               | UEFA Nations League 2018-2019 - 1º turno                                  | -2                                                                        |                                                                           |
| 21-3-2019                                                                 | Nicosia                                                                   | Cipro                                                                     | 5 – 0                                                                     | San Marino                                                                | Qual. Euro 2020                                                           | -5                                                                        |                                                                           |
| 24-3-2019                                                                 | Serravalle                                                                | San Marino                                                                | 0 – 2                                                                     | Scozia                                                                    | Qual. Euro 2020                                                           | -2                                                                        |                                                                           |
| 8-6-2019                                                                  | Saransk                                                                   | Russia                                                                    | 9 – 0                                                                     | San Marino                                                                | Qual. Euro 2020                                                           | -9                                                                        |                                                                           |
| 11-6-2019                                                                 | Astana                                                                    | Kazakistan                                                                | 4 – 0                                                                     | San Marino                                                                | Qual. Euro 2020                                                           | -4                                                                        |                                                                           |
| 5-9-2020                                                                  | Gibilterra                                                                | Gibilterra                                                                | 1 – 0                                                                     | San Marino                                                                | UEFA Nations League 2020-2021 - 1º turno                                  | -1                                                                        |                                                                           |
| 8-9-2020                                                                  | Serravalle                                                                | San Marino                                                                | 0 – 2                                                                     | Liechtenstein                                                             | UEFA Nations League 2020-2021 - 1º turno                                  | -2                                                                        |                                                                           |
| 14-11-2020                                                                | Serravalle                                                                | San Marino                                                                | 0 – 0                                                                     | Gibilterra                                                                | UEFA Nations League 2020-2021 - 1º turno                                  | -                                                                         |                                                                           |
| 25-3-2021                                                                 | Londra                                                                    | Inghilterra                                                               | 5 – 0                                                                     | San Marino                                                                | Qual. Mondiali 2022                                                       | -5                                                                        |                                                                           |
| 28-3-2021                                                                 | Serravalle                                                                | San Marino                                                                | 0 – 3                                                                     | Ungheria                                                                  | Qual. Mondiali 2022                                                       | -3                                                                        |                                                                           |
| 31-3-2021                                                                 | Serravalle                                                                | San Marino                                                                | 0 – 2                                                                     | Albania                                                                   | Qual. Mondiali 2022                                                       | -2                                                                        |                                                                           |
| 28-5-2021                                                                 | Cagliari                                                                  | Italia                                                                    | 7 – 0                                                                     | San Marino                                                                | Amichevole                                                                | -7                                                                        |                                                                           |
| 2-9-2021                                                                  | Andorra la Vella                                                          | Andorra                                                                   | 2 – 0                                                                     | San Marino                                                                | Qual. Mondiali 2022                                                       | -2                                                                        |                                                                           |
| 5-9-2021                                                                  | Serravalle                                                                | San Marino                                                                | 1 – 7                                                                     | Polonia                                                                   | Qual. Mondiali 2022                                                       | -7                                                                        |                                                                           |
| 8-9-2021                                                                  | Tirana                                                                    | Albania                                                                   | 5 – 0                                                                     | San Marino                                                                | Qual. Mondiali 2022                                                       | -5                                                                        |                                                                           |
| 9-10-2021                                                                 | Varsavia                                                                  | Polonia                                                                   | 5 – 0                                                                     | San Marino                                                                | Qual. Mondiali 2022                                                       | -5                                                                        |                                                                           |
| 12-10-2021                                                                | Serravalle                                                                | San Marino                                                                | 0 – 3                                                                     | Andorra                                                                   | Qual. Mondiali 2022                                                       | -3                                                                        |                                                                           |
| 12-11-2021                                                                | Budapest                                                                  | Ungheria                                                                  | 4 – 0                                                                     | San Marino                                                                | Qual. Mondiali 2022                                                       | -4                                                                        |                                                                           |
| 15-11-2021                                                                | Serravalle                                                                | San Marino                                                                | 0 – 10                                                                    | Inghilterra                                                               | Qual. Mondiali 2022                                                       | -10                                                                       |                                                                           |
| 25-3-2022                                                                 | Serravalle                                                                | San Marino                                                                | 1 – 2                                                                     | Lituania                                                                  | Amichevole                                                                | -2                                                                        |                                                                           |
| 28-3-2022                                                                 | San Pedro del Pinatar                                                     | Capo Verde                                                                | 2 – 0                                                                     | San Marino                                                                | Amichevole                                                                | -2                                                                        |                                                                           |
| 2-6-2022                                                                  | Tallinn                                                                   | Estonia                                                                   | 2 – 0                                                                     | San Marino                                                                | UEFA Nations League 2022-2023 - 1º turno                                  | -2                                                                        |                                                                           |
| 5-6-2022                                                                  | Serravalle                                                                | San Marino                                                                | 0 – 2                                                                     | Malta                                                                     | UEFA Nations League 2022-2023 - 1º turno                                  | -2                                                                        |                                                                           |
| 12-6-2022                                                                 | Ta' Qali                                                                  | Malta                                                                     | 1 – 0                                                                     | San Marino                                                                | UEFA Nations League 2022-2023 - 1º turno                                  | -1                                                                        |                                                                           |
| 21-9-2022                                                                 | Serravalle                                                                | San Marino                                                                | 0 – 0                                                                     | Seychelles                                                                | Amichevole                                                                | -                                                                         |                                                                           |
| 26-9-2022                                                                 | Serravalle                                                                | San Marino                                                                | 0 – 4                                                                     | Estonia                                                                   | UEFA Nations League 2022-2023 - 1º turno                                  | -4                                                                        |                                                                           |
| 17-11-2022                                                                | Gros Islet                                                                | Saint Lucia                                                               | 1 – 1                                                                     | San Marino                                                                | Amichevole                                                                | -1                                                                        |                                                                           |
| 23-3-2023                                                                 | Serravalle                                                                | San Marino                                                                | 0 – 2                                                                     | Irlanda del Nord                                                          | Qual. Euro 2024                                                           | -2                                                                        |                                                                           |
| 26-3-2023                                                                 | Lubiana                                                                   | Slovenia                                                                  | 2 – 0                                                                     | San Marino                                                                | Qual. Euro 2024                                                           | -2                                                                        |                                                                           |
| 16-6-2023                                                                 | Parma                                                                     | San Marino                                                                | 0 – 3                                                                     | Kazakistan                                                                | Qual. Euro 2024                                                           | -3                                                                        |                                                                           |
| 19-6-2023                                                                 | Helsinki                                                                  | Finlandia                                                                 | 6 – 0                                                                     | San Marino                                                                | Qual. Euro 2024                                                           | -6                                                                        |                                                                           |
| 7-9-2023                                                                  | Copenaghen                                                                | Danimarca                                                                 | 4 – 0                                                                     | San Marino                                                                | Qual. Euro 2024                                                           | -4                                                                        |                                                                           |
| 10-9-2023                                                                 | Serravalle                                                                | San Marino                                                                | 0 – 4                                                                     | Slovenia                                                                  | Qual. Euro 2024                                                           | -4                                                                        |                                                                           |
| 14-10-2023                                                                | Belfast                                                                   | Irlanda del Nord                                                          | 3 – 0                                                                     | San Marino                                                                | Qual. Euro 2024                                                           | -3                                                                        |                                                                           |
| 17-10-2023                                                                | Serravalle                                                                | San Marino                                                                | 1 – 2                                                                     | Danimarca                                                                 | Qual. Euro 2024                                                           | -2                                                                        |                                                                           |
| 17-11-2023                                                                | Astana                                                                    | Kazakistan                                                                | 3 – 1                                                                     | San Marino                                                                | Qual. Euro 2024                                                           | -3                                                                        |                                                                           |
| Totale                                                                    |                                                                           | Presenze                                                                  | 47                                                                        |                                                                           | Reti                                                                      | -155                                                                      |                                                                           |

## Palmarès

### Individuale
- Golden Boy: 1

2015